# FMいるか

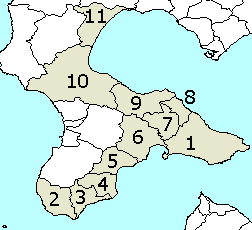
1・6・7が放送エリア

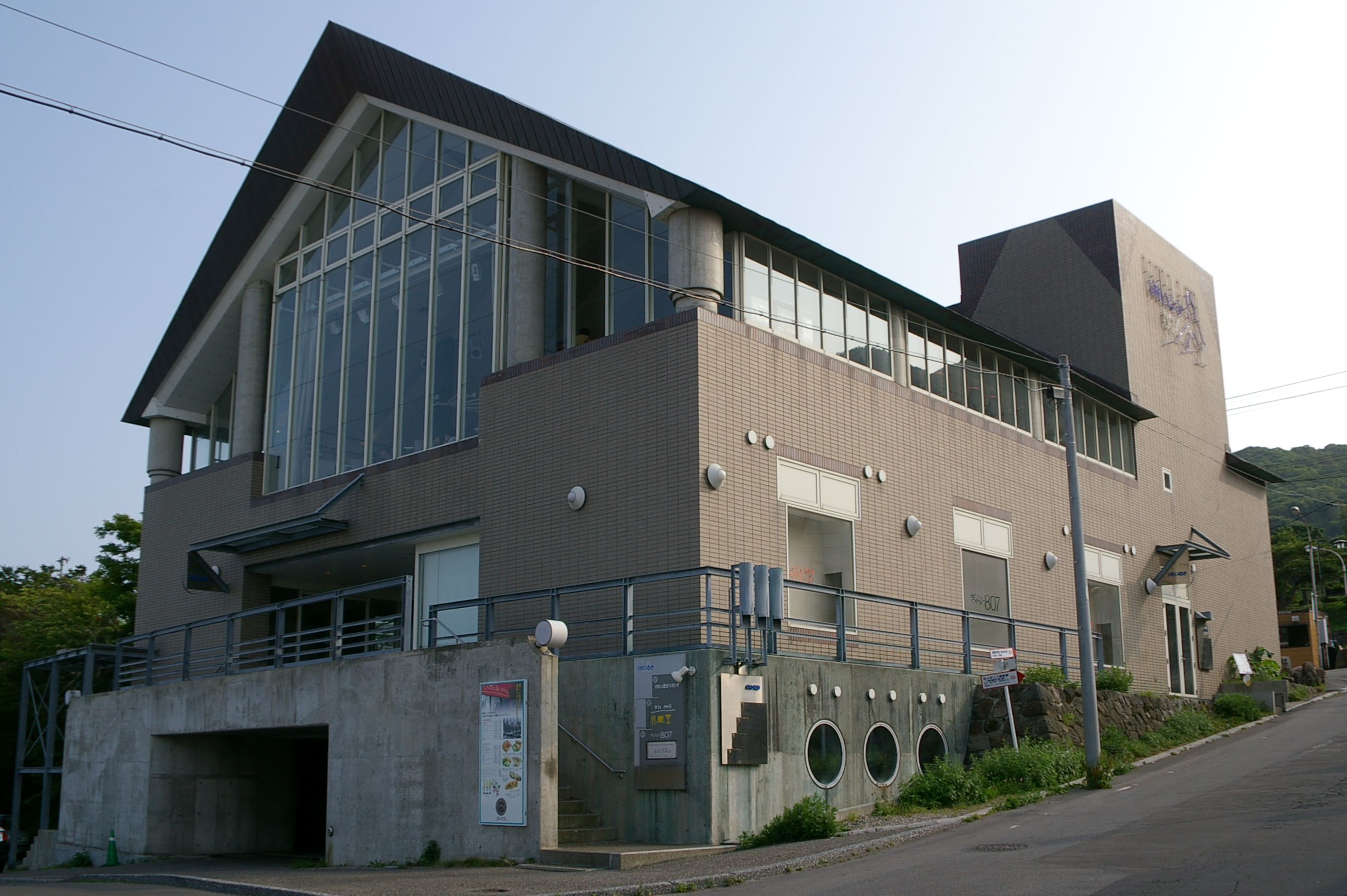
1992年（平成4年）の開局から2015年（平成27年）11月まで演奏所があった「いるか807ビル」（2006年（平成18年）8月 撮影）

FMいるか（エフエムいるか）は、北海道函館市の一部地域を放送区域として超短波放送（FM放送）をする特定地上基幹放送事業者である函館山ロープウェイ株式会社が行うコミュニティ放送の愛称である。

## 概要
1992年（平成4年）1月の放送法施行規則改正により、コミュニティ放送が制度化され、その第1号として同年12月24日に開局した日本初のコミュニティ放送局である。保有する特定地上基幹放送局（当初は放送局）の呼出名称ははこだてエフエム。開局時の空中線電力は100mWであった。
愛称の「いるか」は、津軽海峡など世界各地に生息するイルカの人懐っこい性格をモチーフに、地域密着の情報発信拠点を目指すことをテーマに命名された。
放送エリアは函館市および北斗市・亀田郡七飯町で、エリア内人口は約32万3千人、世帯数は約15万1千世帯。
2005年（平成17年）4月4日から24時間放送を開始。自社生放送は月曜日 - 木曜日7:00 - 16:00・17:00 - 21:00、金曜日7:00 - 13:00・14:00 - 21:00、土曜日9:00 - 15:00、日曜日9:00 - 12:00となっている。深夜から早朝時間帯は、ミュージックバードの番組配信を受けている。放送休止時間を設けていた頃は、毎日22:00の全番組終了後に波の音を放送し、停波していた。なお、2023年（令和5年）現在、コールサインと周波数・送信所ごとの出力は毎日23:59 - 翌0:00・4:59 - 5:00に流している。
CMは、番組単位の提供やスポットCMなどの他、他局ではあまり例がない年間契約による提供形態も開局当初から実施しており、ナショナルスポンサーから地元・企業まで50社以上と年間契約を結んでいる。

## 送信所
| 送信所                  | 空中線電力 | 設置場所                  |
| ----------------------- | ---------- | ------------------------- |
| 親局                    | 20W        | 函館市函館山字御殿山1番地 |
| 南茅部中継局            | 20W        | 函館市臼尻町              |
| 日浦中継局              | 5W         | 函館市日浦町              |
| 茂辺地中継局            | 1W         | 北斗市茂辺地2丁目         |
| 当別第二中継局          | 1W         | 北斗市当別4丁目           |
| 当別第一中継局          | 0.05W      | 北斗市当別1丁目           |
| 三ツ石中継局            | 0.05W      | 北斗市三ツ石2丁目         |
| 向野中継局              | 0.05W      | 北斗市向野                |
| - 周波数はすべて80.7MHz |            |                           |

## 沿革
- 1958年（昭和33年）- 函館観光事業株式会社設立。
- 1976年（昭和51年）- 函館山ロープウェイ株式会社に社名変更。
- 1992年（平成4年）12月24日 - 日本初のコミュニティ放送局として空中線電力100mWで開局。
- 1993年（平成5年） - ラジオカー「いるか号」を運用開始。
- 1994年（平成6年）
  - 1月 - 水平偏波から垂直偏波に変更。
  - 12月 - リスナーファンクラブ「FMいるかファンクラブ」を設立。
- 1995年（平成7年） - 空中線電力を3Wに増力。
- 1996年（平成8年）
  - 詳細時期不明 - 番組モニター制度を開始。北海道南西沖地震や阪神・淡路大震災などを教訓に、第2スタジオを緊急災害時に対応できる情報スタジオに改良。
  - 6月 - 空中線電力を10Wに増力。
- 1999年（平成11年）
  - 詳細時期不明 - ストリーミング放送を実施（後に終了）。
  - 12月 - 規制緩和に伴い、空中線電力を20Wに増力。
- 2003年（平成15年）3月 - ホクレン夢大賞最優秀賞を受賞。
- 2004年（平成16年）3月 - 北海道文化選賞企業特別賞を受賞。
- 2005年（平成17年）
  - 4月 - SimulRadioに参加し、ストリーミング放送を再開。
  - 4月4日 - 24時間放送開始。
  - 7月 - 南茅部・日浦中継局の試験放送を開始（7月21日 22:00まで）。
  - 8月 - 中継局の運用を開始。
  - 10月 - SimulRadio配信停止。
- 2012年（平成24年）11月9日 - SimulRadio配信再開。
- 2015年（平成27年）11月9日 - 放送スタジオと事務所機能を函館市元町19番地 7号（函館山ロープウェイ山麓駅）に移転[3][4]。
- 2020年（令和2年）
  - 11月30日 - SimulRadio・FM聴アプリ・ListenRadio配信終了。
  - 12月1日 - インターネット配信をJCBAインターネットサイマルラジオに移行[5]。
- 2023年（令和5年）12月 - 茂辺地・当別第二・当別第一・三ツ石・向野中継局の運用を開始。
- 2025年（令和7年）4月 - 自社制作番組の『ダブルグッチーのなまら同窓会』が、ミュージックバードを通じ、全国のコミュニティ放送局へネットを開始[6]。これに先立ち、FMいるかでは1月11日から新番組として放送が開始されていた[7]。

## インターネット放送
かなり早い段階から取り組んでおり、かつては1999年（平成11年）からインターネットによるストリーミング配信を行っていたが、著作権関係の問題により休止した。
2005年（平成17年）4月に難聴地域をストリーミング配信によって補うことを目的とした検証実験「サイマルラジオ」を、神奈川県葉山町の湘南ビーチFM・埼玉県鴻巣市のフラワーラジオとともに開始したが、同年10月に配信を停止した。
その後はサイマル放送の環境が整備されるまで、当局のサイマル配信は行われていなかったが、2012年（平成24年）11月9日より『SimulRadio』に復帰し、サイマル放送の配信を再開した。

## 共同制作
AM放送のHBCラジオ函館放送局と共同でミニ番組を平日に放送している。
放送時間と番組（月曜日 - 金曜日、両局共通）
- 12:30 - 12:34[注 5]：道南街角安全ニュース（函館中央・函館西警察署管内の地域安全ニュース[注 6]）

かつてSTVラジオ函館放送局では、2007年（平成19年）（平成19年）9月までは10:55 - 10:59に『函館HOT情報』（道南の地域の話題、提供：ユニークショップつしま → NTT東日本 函館支店 → 函館丸井今井）を、2019年（平成31年）（平成31年）3月までは12:55 - 12:59に『ハロー函館』（函館中央・函館西警察署管内の地域安全ニュース）を放送していた。なお、札幌局などでは、この時間『STVニュース』を放送している。また、1997年（平成9年）4月から2006年（平成18年）3月まで、14:55 - 14:59に『JRハートフルメッセージ函館』（道南のイベントや観光地の情報、提供：JR北海道函館支社）も放送されていた。
かつては道内コミュニティFM局との同時制作のもと、月曜日 - 金曜日 13:55 - 13:59に『まるまるネット北海道』を放送していた時期があった。
一方、津軽海峡を挟んだ青森県内のコミュニティFM4局（Be FM・FM AZUR・FMアップルウェーブ・FM JAIGO WAVE）とは「青函コミュニティFMネットワーク協議会」を結成し、共同制作番組として週1回『青函メッセージBOX』（月曜日 9:40 - 9:50ごろ）、『青函ヴォイスリレー』（金曜日 13:20 - 13:40）を放送していた。
2020年（令和2年）12月より2021年（令和3年）2月第1週まで北東北3県の県域FM放送局（FM青森・FM岩手・FM秋田）それぞれと共同製作で『Winter Navi』を放送していた。
2023年（令和5年）現在は金曜日の16:20よりFM青森との共同制作のもと『モット青函!ツイン・レディオ!』を放送している。

## GLAYとの関係
函館で結成されたロックバンドのGLAYは、1994年（平成6年）5月25日にメジャーデビューした際、キャンペーンの一環としてその3日後にFMいるかの番組にゲスト出演をした。以後も幾度とコメントなどで番組出演を果たし、メンバーが番組を持った時期もあった。
2023年（令和5年）現在は土曜 15:00 - 16:00に『GLAYtaste HITS』を毎週放送（再放送：日曜 12:00 - 13:00）。また、函館でのライブ開催時には特別番組も組み、ライブ最終日の放送にはメンバーが生出演することもある。
旧・FMいるかビルに入居していた「カフェ・ペルラ」はTAKUROが作曲のために訪れていたというエピソードがあり、GLAYファンにとっての聖地とされていた。
2013年（平成25年）に緑の島で開催された野外ライブ「GLAY Special Live 2013 in HAKODATE GLORIOUS MILLION DOLLAR NIGHT Vol.1」のプロモーションとして、6月の『GLAYtaste HITS』にTAKUROとTERUが収録に参加しステーションIDも収録された。7月28日未明（27日深夜）には県域FM局であるAIR-G'との共同特別番組『AIR-G’×FMいるか 朝までGLAY』をFMいるかスタジオより同時生放送した。
2018年（平成30年）9月6日に北海道胆振東部地震が発生した際は、TERUがTwitter上で「FMいるかさんが、地震に関する情報を提供してくれてます。」と、FMいるかの名前を織り込んでラジオの活用を呼び掛けていた。
2020年（令和2年）8月12日の「GLAY 1day PROGRAM」ではFMいるか『オトノハにのせて』がコミュニティFMで唯一参加した。
2023年（令和5年）6月1日から4日まで函館市民会館で開催された「HIGHCOMMUNICATIONS TOUR 2023 -The Ghost of GLAY-」と連動し「GLAY ONLY PLAYLIST 4days」と題して生放送番組にてほぼ全曲GLAYナンバーで選曲するなどGLAYにこだわって放送した。